# 鹿児島県道307号市来停車場線
鹿児島県道307号市来停車場線（かごしまけんどう307ごう いちきていしゃじょうせん）は、鹿児島県いちき串木野市を通る一般県道である。

## 概要
いちき串木野市大里にある市来駅前からいちき串木野市大里の国道3号を結ぶ。

### 路線データ
- 起点：鹿児島県いちき串木野市大里（鹿児島本線 市来駅前）
- 終点：鹿児島県いちき串木野市大里（市木駅入口交差点、国道3号交点）

## 地理

### 通過する自治体
- いちき串木野市

### 交差する道路
| 交差する道路 | 交差する場所 | 交差する場所            |
| ------------ | ------------ | ----------------------- |
| 国道3号      | 大里         | 市木駅入口交差点 / 終点 |

### 沿線
- 鹿児島県立市来農芸高等学校
- いちき串木野市立市来小学校
- いちき串木野市立市来中学校
- JR九州鹿児島本線 市来駅